# Фобург (маркграфство)
Маркграфство Фобург (нем. Markgrafschaft Vohburg) — средневековое государственное образование в Священной Римской империи, существовавшее с 1120 года до второй половины XIII века.
Баварское маркграфство Нордгау, созданное для охраны границ с королевством Чехия, в результате нормализации германо-чешских отношений утратило свое военное значение и после смерти маркграфа Дипольда III (1146 год) было ликвидировано. Однако сыновья Дипольда III сохранили титул маркграфов, применив его к своим владениям в самой Баварии.

## Список маркграфов Фобурга
- Дипольд III фон Гинген (ум. 1146), сын Дипольда II — маркграфа в Нордгау, с 1118 года маркграф Наббурга, с 1120 года маркграф Фобурга.
- Дипольд IV(ум. 1128), сын
- Дипольд V (ум. 1158), маркграф Фобурга и Хама, сын
- Бертольд I (ум. 1185), сын Дипольда III от второй жены
- Дипольд VI (ум. 1185), сын Дипольда III от третьей жены
- Бертольд II (ум. 1204), сын Бертольда I
- Дипольд VII (ум. 1225), брат
- Бертольд III (ум. 1256/1257), сын
- Дипольд VIII (убит 1258/1259), брат

После смерти бездетных сыновей Дипольда VII Фобург отошёл герцогам Баварии (1257—1259).